# Oscar Furlong
Oscar Alberto Furlong (né le 22 octobre 1927 à Buenos Aires et mort le 11 juin 2018) est un joueur de basket-ball argentin.

## Carrière
Surnommé Pillín, il débute dans les compétitions de jeunes avec l'équipe de Club Gimnasia y Esgrima de Villa del Parque. Furlong débute en équipe première en 1944. Il remporte six titres de champions d'Argentine.
En 1948, il fait partie de l'équipe d'Argentine terminant 5e aux Jeux olympiques de 1948. Quatre ans plus tard, il est également membre de cette équipe qui se classe 4e des Jeux olympiques de 1952. 
Son plus grand succès intervient avec l'équipe d'Argentine en devenant champion du monde en 1950 pour la première édition de cette compétition, en étant le meilleur marqueur de son équipe. Il est élu MVP du tournoi. Il termine deuxième meilleur marqueur de la compétition avec 67 points inscrits en 6 matchs (11,2 points par match).
Furlong met un terme à sa carrière prématurément en 1959 alors qu'il évolue à Parque ; le gouvernement militaire avait décidé de censurer les vainqueurs du championnat du monde 1950 qui avaient obtenu des cadeaux pour leur performance de la part de Juan Perón, le président argentin qui avait été chassé par un coup d'État.
Oscar Furlong est intronisé au FIBA Hall of Fame en septembre 2007.